# Martin Landau
Martin Landau (Brooklyn, New York, 1928. június 20. – Los Angeles, 2017. július 15.) Oscar-díjas és többszörös Golden Globe-díjas amerikai színész, producer. 
Az 1960-as, illetve az 1970-es években olyan sorozatokkal vált ismertté, mint a Mission: Impossible és az Alfa holdbázis. A Mission: Impossible epizódjaiban nyújtott alakításáért három alkalommal jelölték Primetime Emmy-díjra és egy Golden Globe-díjat nyert.
Elsőként a Tucker, az autóbolond (1988) című film mellékszerepéért jelölték Oscar-díjra, illetve nyert filmes Golden Globe-ot. Az 1989-es Bűnök és vétkek Woody Allen-filmmel egy második Oscar-jelölést is kapott. Legnagyobb kritikai sikerét Tim Burton 1994-es Ed Wood című alkotásában érte el, melyben a magyar származású színész, Lugosi Béla megformálója volt. A szerepért átvehette első és egyetlen Oscar-, valamint harmadik Golden Globe-díját.
A 2000-es években a Nyomtalanul és a Törtetők sorozatokkal további Primetime Emmy-jelöléseket szerzett.

## Élete és pályafutása
Édesapja ausztriai zsidó volt, aki az Anschluss előtt vándorolt az Államokba. 
1959-ben debütált a filmvásznon, többek között Alfred Hitchcock Észak-Északnyugat című filmjében, majd pályája a televízió felé vette az irányt. Az 1960-as években nagy sikerrel futó Mission: Impossible című tévésorozat főszerepében volt látható. Közben mozifilmekben is játszott, melyek közül említésre méltó az 1965-ben készült Egy rakomány whiskey című western. Azonban továbbra sem tudott kibontakozni a mozivásznon, így az 1970-es években ismét visszatért a tévéképernyők elé egy új sorozattal, az Alfa holdbázis-sal. Egy Columbo-epizódban is vendégszerepelt, mint "leleplezésre váró" gyilkos. A évtized végén Sean Connery partnere volt a Meteor (1979) című sci-fiben.
1986-ban a Kung-fu – A film című tévéfilmben tűnt fel. Az évtized végén azonnal berobbant a köztudatba, hiszen az 1988-as Tucker, az autóbolond című, Jeff Bridges nevével fémjelzett film mellékszerepéért Golden Globe-díjat és Oscar-jelölést kapott. Egy évvel később ismét jelölte az Akadémia ugyanebben a kategóriában, a Woody Allen rendezésében készült Bűnök és vétkek-ben nyújtott alakításáért.
1991-ben Robert De Niro mellett volt látható a nem túl sikeres A mecénás szeretője című filmben. 1993-ban a szintén nagyot bukott Sliver és Nincs kiút című alkotásokban szerepelt. Ekkor úgy tűnt, megtorpan az idős színész éppen beinduló karrierje, de Tim Burton Ed Wood című életrajzi filmjében esélyt kapott a bizonyításra. A rendező a főszerepet Johnny Deppre osztotta, a másik fontos karakter, Lugosi Béla szerepét a meghallgatások során Landau nyerte el. Olyannyira komolyan vette a megmérettetést, hogy áttanulmányozta Lugosi életét és megnézte a régi alkotásait, sőt egy-két szót még magyarul is megtanult, hogy hitelesebb legyen az alakítása. Landau 1995-ben Oscar-díjat nyert alakításával és gyakorlatilag minden egyéb kitüntetést is begyűjtött. A film pedig óriási siker lett és Landau ismét a rivaldafényben találta magát, bár ezt a sikert később nem tudta megismételni.
Ugyan ismert színészekkel játszott együtt, de nem túl sikeres filmekben, ráadásul ezekben rendre epizodistaként tűnt fel. 1998-ig olyan filmekben volt látható, mint a Minden gyanú felett, az X-akták – Szállj harcba a jövő ellen vagy a Pókerarcok, de egyik sem ért el átütő sikert a nézők körében. 1999-ben újra Tim Burtonnel dolgozhatott együtt, Az Álmosvölgy legendája című filmben, Johnny Depp-pel a főszerepben. A mozi sikeres volt, ám Landau megint háttérbe szorult és végleg beskatulyázták a mellékszereplő kategóriába. 
Az új évezred eleje jobbára ismeretlen szerepekkel telt a színész számára: kivétel ez alól a Mi lenne, ha? című filmdráma Jim Carrey főszereplésével, mely sikeres volt és Landau is olyan szerepet kapott, melyben újra megcsillanthatta tudását. 2005 és 2009 között a Nyomtalanul című drámasorozat szereplője volt, kétszer jelölték Primetime Emmy-díjra. 2006–2008 között a Törtetők vendégszereplőjeként is kapott egy újabb jelölést. 2008-ban, az akkor már 80. életévét betöltő színész újra munkába állt és a Szikraváros című fantasztikus kalandfilmben vállalt szerepet, Bill Murray oldalán. 
2012-ben hangját kölcsönözte Burton Frankenweenie – Ebcsont beforr című animációs filmjében.

## Magánélete és halála
1957-ben vette feleségül Barbara Bain színésznőt, két lányuk született: Susan Landau Finch és Juliet Landau. 1993-ban váltak el.
2017. július 15-én, 89 évesen hunyt el egy Los Angeles-i kórházban.

## Filmográfia

### Film
| Év   | Magyar cím                            | Eredeti cím                        | Szerep                    | Magyar hang       |
| ---- | ------------------------------------- | ---------------------------------- | ------------------------- | ----------------- |
| 1959 | A Pork Chop-domb                      | Pork Chop Hill                     | Marshall hadnagy          |                   |
| 1959 | Észak-Északnyugat                     | North by Northwest                 | Leonard                   | Sztarenki Pál     |
| 1959 | Észak-Északnyugat                     | North by Northwest                 | Leonard                   | Fazekas István    |
| 1959 | Észak-Északnyugat                     | North by Northwest                 | Leonard                   | Laklóth Aladár    |
| 1959 | A kilátó                              | The Gazebo                         | A herceg                  |                   |
| 1962 |                                       | Stagecoach to Dancers' Rock        | Dade Coleman              |                   |
| 1963 | Kleopátra                             | Cleopatra                          | Rufio                     | Csernák János     |
| 1963 |                                       | Decision at Midnight               | Nils                      |                   |
| 1965 | A világ legszebb története – A Biblia | The Greatest Story Ever Told       | Kajafás                   | Selmeczi Roland   |
| 1965 | Egy rakomány whiskey                  | The Hallelujah Trail               | Görbe hát főnök           | Kárpáti Levente   |
| 1966 | Nevada Smith                          | Nevada Smith                       | Jesse Coe                 | Koroknay Géza     |
| 1966 | Nevada Smith                          | Nevada Smith                       | Jesse Coe                 | Varga Tamás       |
| 1970 |                                       | Rosolino Paternò, soldato...       | Joe Mellone               |                   |
| 1970 | Mr. Tibbs nyomoz                      | They Call Me Mister Tibbs!         | Logan Sharpe              | Mensáros László   |
| 1970 | Mr. Tibbs nyomoz                      | They Call Me Mister Tibbs!         | Logan Sharpe              | Breyer Zoltán     |
| 1971 | A pokol városa                        | A Town Called Bastard              | az ezredes                | Barbinek Péter    |
| 1972 |                                       | Black Gunn                         | Capelli                   |                   |
| 1976 |                                       | Una Magnum Special per Tony Saitta | Dr. George Tracer         |                   |
| 1979 | Az utolsó szó                         | The Last Word                      | Garrity százados          |                   |
| 1979 | Meteor                                | Meteor                             | Adlon vezérőrnagy         | Láng József       |
| 1979 | Meteor                                | Meteor                             | Adlon vezérőrnagy         | Szélyes Imre      |
| 1980 | Fenyegetés                            | Without Warning                    | Fred "Őrmester" Dobbs     | Makay Sándor      |
| 1980 | A titokzatos város                    | The Return                         | Niles Buchanan            | Melis Gábor       |
| 1982 | Egyedül a sötétben                    | Alone in the Dark                  | Byron "Preacher" Sutcliff |                   |
| 1983 |                                       | The Being                          | Garson Jones              |                   |
| 1983 |                                       | Trial by Terror                    | Jay Galen                 |                   |
| 1984 | Belépési kód                          | Access Code                        | ügynökség vezetője        |                   |
| 1985 | Kincses sziget                        | Treasure Island                    | idős kapitány             |                   |
| 1987 |                                       | Sweet Revenge                      | Cicero                    |                   |
| 1987 |                                       | Empire State                       | Chuck                     |                   |
| 1987 | Száguldó ciklon                       | Cyclone                            | Bosarian                  | Kristóf Tibor     |
| 1987 | Hullámlovagok                         | Delta Fever                        | Bud                       | Rajhona Ádám      |
| 1987 |                                       | W.A.R.: Women Against Rape         | Shaw bíró                 |                   |
| 1988 |                                       | Real Bullets                       | Sallini                   |                   |
| 1988 |                                       | Run If You Can                     | Curt Malvani              |                   |
| 1988 | Tucker, az autóbolond                 | Tucker: The Man and His Dream      | Abe Karatz                | Gruber Hugó       |
| 1989 | Őrült rajongás                        | Paint It Black                     | Daniel Lambert            |                   |
| 1989 | Bűnök és vétkek                       | Crimes and Misdemeanors            | Judah Rosenthal           | Szokolay Ottó     |
| 1989 | Bűnök és vétkek                       | Crimes and Misdemeanors            | Judah Rosenthal           | Végvári Tamás     |
| 1990 |                                       | The Color of Evening               | Max Loeb                  |                   |
| 1991 |                                       | Firehead                           | Pendleton admirális       |                   |
| 1992 | A mecénás szeretője                   | Mistress                           | Jack Roth                 | Szersén Gyula     |
| 1993 | Nincs kiút                            | No Place to Hide                   | Frank McCoy               | Kun Vilmos        |
| 1993 | Az idegen tekintete                   | Eye of the Stranger                | Howard Bains polgármester | Makay Sándor      |
| 1993 | Az idegen tekintete                   | Eye of the Stranger                | Howard Bains polgármester | Csikos Gábor      |
| 1993 | Sliver                                | Sliver                             | Alex Parsons              | Mádi Szabó Gábor  |
| 1994 | Az idő pénz                           | Time Is Money                      | Mac                       |                   |
| 1994 | Vágyak vonzásában                     | Intersection                       | Neal                      | Gruber Hugó       |
| 1994 | Ed Wood                               | Ed Wood                            | Lugosi Béla               | Kristóf Tibor     |
| 1996 | Minden gyanú felett                   | City Hall                          | Walter Stern bíró         |                   |
| 1996 | Pinokkió                              | The Adventures of Pinocchio        | Geppetto                  | Makay Sándor      |
| 1996 |                                       | The Elevator                       | Roy Tilden                |                   |
| 1997 | Álmodik a nyomor                      | B*A*P*S                            | Mr. Donald Blakemore      | Makay Sándor      |
| 1997 |                                       | Legend of the Spirit Dog           | mesélő (hangja)           |                   |
| 1998 | X-akták – Szállj harcba a jövő ellen  | The X-Files                        | Dr. Alvin Kurtzweil       | Avar István       |
| 1998 | Pókerarcok                            | Rounders                           | Abe Petrovsky             | Gruber Hugó       |
| 1998 | Pókerarcok                            | Rounders                           | Abe Petrovsky             | Szokolay Ottó     |
| 1999 | Ed TV                                 | EDtv                               | Al                        | Gruber Hugó       |
| 1999 | Ed TV                                 | EDtv                               | Al                        | Beregi Péter      |
| 1999 |                                       | The Joyriders                      | Gordon Trout              |                   |
| 1999 |                                       | The New Adventures of Pinocchio    | Geppetto                  |                   |
| 1999 | Az Álmosvölgy legendája               | Sleepy Hollow                      | Peter Van Garrett         |                   |
| 1999 |                                       | Carlo's Wake                       | Carlo Torello             |                   |
| 2000 | Ha szorít a szorító                   | Ready to Rumble                    | Sal Bandini               | Dobránszky Zoltán |
| 2000 |                                       | Very Mean Men                      | Mr. White                 |                   |
| 2000 | Bokszkirály                           | Shiner                             | Frank Spedding            |                   |
| 2001 | Mi lenne, ha?                         | The Majestic                       | Harry Trimble             | Velenczey István  |
| 2003 | Hollywoodi őrjárat                    | Hollywood Homicide                 | Jerry Duran               | Versényi László   |
| 2003 |                                       | The Commission                     | Senator Richard Russell   |                   |
| 2003 |                                       | Wake                               | idősebb Sebastian Riven   |                   |
| 2004 | Alku az életért                       | The Aryan Couple                   | Joseph Krauzenberg        | Bács Ferenc       |
| 2005 |                                       | Film Trix                          | önmaga                    |                   |
| 2006 |                                       | Love Made Easy                     | Don Farinelli, Sr.        |                   |
| 2006 |                                       | An Existential Affair              | esküvői doktor            |                   |
| 2008 |                                       | David & Fatima                     | Rabbi Schmulic            |                   |
| 2008 | Míg élünk, szeretünk                  | Lovely, Still                      | Robert Malone             | Szilágyi Tibor    |
| 2008 |                                       | Harrison Montgomery                | Harrison Montgomery       |                   |
| 2008 | Szikraváros                           | City of Ember                      | Sul                       | Versényi László   |
| 2008 |                                       | Billy: The Early Years             | idősebb Charles Templeton |                   |
| 2009 | 9                                     | 9                                  | 2 (hangja)                | Kajtár Róbert     |
| 2009 |                                       | Remembering Nigel                  | önmaga                    |                   |
| 2010 |                                       | Ivory                              | Leon Spencer              |                   |
| 2010 |                                       | Finding Grandma (rövidfilm)        | Doc Fine                  |                   |
| 2011 |                                       | Mysteria                           | szállodaigazgató          |                   |
| 2012 | Frankenweenie – Ebcsont beforr        | Frankenweenie                      | Mr. Rzykruski (hangja)    | Szersén Gyula     |
| 2015 | Törtetők                              | Entourage                          | Bob Ryan                  | Csuha Lajos       |
| 2015 | Emlékezz!                             | Remember                           | Max Rosenbaum             | Szersén Gyula     |
| 2016 |                                       | The Red Maple Leaf                 | Bernard Florence          |                   |
| 2017 |                                       | Abe & Phil's Last Poker Game       | Dr. Abe Mandelbaum        |                   |
| 2019 |                                       | Love, Antosha (dokumentumfilm)     | önmaga                    |                   |
| 2022 |                                       | Without Ward                       | Ward                      |                   |

### Televízió

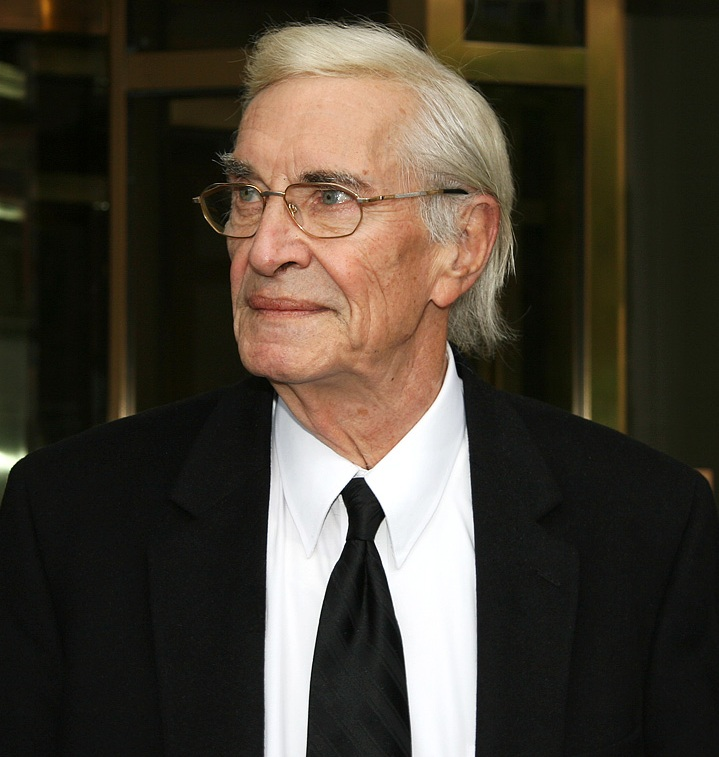
A 2008-as Torontói Nemzetközi Filmfesztiválon

Tévéfilmek
| Év   | Magyar cím                           | Eredeti cím                                               | Szerep                     | Magyar hang      |
| ---- | ------------------------------------ | --------------------------------------------------------- | -------------------------- | ---------------- |
| 1964 |                                      | Special for Women: A Child in Danger                      | William Olsen              |                  |
| 1964 |                                      | The Ghost of Sierra de Cobre                              | Nelson Orion               |                  |
| 1972 |                                      | Welcome Home, Johnny Bristol                              | Johnny Bristol             |                  |
| 1973 |                                      | Savage                                                    | Paul Savage                |                  |
| 1976 | Az idegenek támadása                 | Alien Attack                                              | John Koenig parancsnok     |                  |
| 1978 |                                      | Destination Moonbase-Alpha                                | John Koenig parancsnok     |                  |
| 1979 |                                      | The Fall of the House of Usher                            | Roderick Usher             |                  |
| 1979 |                                      | The Death of Ocean View Park                              | Tom Flood                  |                  |
| 1981 |                                      | The Harlem Globetrotters on Gilligan's Island             | J.J. Pierson               |                  |
| 1982 |                                      | Cosmic Princess                                           | John Koenig parancsnok     |                  |
| 1982 | Utazás a fekete napon át             | Journey Through the Black Sun                             | John Koenig parancsnok     |                  |
| 1986 | Kung-fu – A film                     | Kung Fu: The Movie                                        | John Martin Perkins III    | Szersén Gyula    |
| 1987 |                                      | Return of the Six Million Dollar Man and the Bionic Woman | Lyle Stenning              |                  |
| 1989 | Las Vegas – A fények birodalma       | The Neon Empire                                           | Max                        | Kertész Péter    |
| 1990 | Max és Helen                         | Max and Helen                                             | Simon Wiesenthal           |                  |
| 1990 | Bombaveszély                         | By Dawn's Early Light                                     | amerikai elnök             | Szokolay Ottó    |
| 1992 |                                      | Legacy of Lies                                            | Abraham Resnick            |                  |
| 1993 | 12:01 – A kizökkent idő              | 12:01                                                     | Dr. Thadius Moxley         | Szokolay Ottó    |
| 1995 | József                               | Joseph                                                    | Jákob                      | Mádi Szabó Gábor |
| 1999 | Bonanno: Egy keresztapa élete        | Bonanno: A Godfather's Story                              | Joseph Bonanno (94 évesen) | Versényi László  |
| 2001 | Menedék a halálból                   | Haven                                                     | Papa Gruber                | Izsóf Vilmos     |
| 2011 |                                      | Have a Little Faith                                       | Albert L. Lewis rabbi      |                  |
| 2013 | Anna Nicole – Egy playmate története | Anna Nicole                                               | J. Howard Marshall         | Szokolay Ottó    |
| 2014 | A hazug próféta                      | Outlaw Prophet: Warren Jeffs                              | Rulon Jeffs                |                  |

Sorozatok
| Év        | Magyar cím          | Eredeti cím                           | Szerep                              | Megjegyzések                                |
| --------- | ------------------- | ------------------------------------- | ----------------------------------- | ------------------------------------------- |
| 1957      |                     | Harbormaster                          | elsőtiszt                           | 1 epizód                                    |
| 1958      |                     | Lawman                                | Bob Ford                            | 1 epizód                                    |
| 1958      |                     | Sugarfoot                             | Jim Kelly                           | 1 epizód                                    |
| 1958–1966 |                     | Gunsmoke                              | Thorp / Britton                     | 2 epizód                                    |
| 1959–1964 | Alkonyzóna          | The Twilight Zone                     | Dan Hotaling / Ivan Kucsenko őrnagy | 2 epizód                                    |
| 1959      |                     | The Lawless Years                     | Silva                               | 1 epizód                                    |
| 1959      |                     | Johnny Staccato                       | Jerry Lindstrom                     | 1 epizód                                    |
| 1959      |                     | Tales of Wells Fargo                  | Doc Holliday                        | 1 epizód                                    |
| 1960      |                     | Tate                                  | John Chess                          | 1 epizód                                    |
| 1960      |                     | Johnny Ringo                          | Wes Tymon                           | 1 epizód                                    |
| 1960      |                     | The Islanders                         | Arnie                               | 1 epizód                                    |
| 1960      |                     | Wagon Train                           | prédikátor                          | 1 epizód                                    |
| 1960–1961 |                     | Adventures in Paradise                | Sackett / Miller                    | 2 epizód                                    |
| 1961      |                     | Bonanza                               | Emeliano                            | 1 epizód                                    |
| 1961      |                     | The Rifleman                          | Miguel                              | 1 epizód                                    |
| 1961      |                     | The Detectives Starring Robert Taylor | Vince Treynor                       | 1 epizód                                    |
| 1961–1962 |                     | The Tall Man                          | Francisco / Gueschim atya           | 2 epizód                                    |
| 1963      |                     | The Travels of Jaimie McPheeters      | Cochio                              | 1 epizód                                    |
| 1963–1964 | Végtelen határok    | The Outer Limits                      | Andro / Richard Bellero             | 2 epizód                                    |
| 1963–1965 |                     | Mr. Novak                             | Victor Rand / Robert Coolidge       | 2 epizód                                    |
| 1964      |                     | The Defenders                         | Dr. Daniel Orren                    | 1 epizód                                    |
| 1964      |                     | The Greatest Show on Earth            | Mario de Mona                       | 1 epizód                                    |
| 1964      |                     | The Alfred Hitchcock Hour             | ügyvéd                              | 1 epizód                                    |
| 1965      |                     | A Man Called Shenandoah               | Jace Miller                         | 1 epizód                                    |
| 1965      |                     | I Spy                                 | Danny Preston                       | 1 epizód                                    |
| 1965      |                     | The Wild Wild West                    | George Grimm                        | 1 epizód                                    |
| 1965      |                     | The Big Valley                        | Mariano Montoya                     | 1 epizód                                    |
| 1966      |                     | Branded                               | Edwin Booth                         | 1 epizód                                    |
| 1966      |                     | The Man from U.N.C.L.E.               | Zark báró                           | 1 epizód                                    |
| 1966–1969 | Mission: Impossible | Mission: Impossible                   | Rollin Hand                         | 76 epizód                                   |
| 1969      |                     | Get Smart                             | Max új arca                         | 1 epizód                                    |
| 1973      | Columbo             | Columbo                               | Dexter Paris / Norman Paris         | - 1 epizód - magyar hangja: - Helyey László |
| 1975–1977 | Alfa holdbázis      | Space: 1999                           | John Koenig parancsnok              | 47 epizód                                   |
| 1983      |                     | Matt Houston                          | Marquis Duval Sr.                   | 1 epizód                                    |
| 1983      |                     | Hotel                                 | Russell Slocum                      | 1 epizód                                    |
| 1984      |                     | Buffalo Bill                          | Hayden Stone                        | 1 epizód                                    |
| 1984      | Gyilkos sorok       | Murder, She Wrote                     | Al Drake                            | - 1 epizód - magyar hangja: - Kárpáti Tibor |
| 1985      | Alkonyzóna          | The Twilight Zone                     | William Cooper-Janes                | 1 epizód                                    |
| 1986      |                     | Blacke's Magic                        | Broderick                           | 1 epizód                                    |
| 1987      |                     | Alfred Hitchcock Presents             | Wallace Garrison                    | 1 epizód                                    |
| 1995–1996 | Pókember            | Spider-Man                            | The Scorpion / Mac Gargan (hangja)  | 4 epizód                                    |
| 2000      | Kezdetek kezdetén   | In the Beginning                      | Ábrahám                             | minisorozat (2 epizód)                      |
| 2004–2009 | Nyomtalanul         | Without a Trace                       | Frank Malone                        | 5 epizód                                    |
| 2006      |                     | The Evidence                          | Dr. Sol Gold                        | 8 epizód                                    |
| 2006–2008 | Törtetők            | Entourage                             | Bob Ryan                            | 4 epizód                                    |
| 2009      | Célkeresztben       | In Plain Sight                        | Joseph Thomas / Joseph Tancredi     | 1 epizód                                    |
| 2011      | A Simpson család    | The Simpsons                          | The Great Raymondo (hangja)         | 1 epizód (Szedd magad barack)               |

## Díjak és jelölések
Oscar-díj:
- díj: Oscar-díj, legjobb férfi mellékszereplő, Ed Wood, 1995
- jelölés: Oscar-díj, legjobb férfi mellékszereplő, Bűnök és vétkek, 1990
- jelölés: Oscar-díj, legjobb férfi mellékszereplő, Tucker, az autóbolond, 1989

BAFTA-díj:
- jelölés: BAFTA-díj, legjobb férfi mellékszereplő, Ed Wood, 1996

Emmy-díj:
- jelölés: Emmy-díj, a legjobb férfi főszereplő drámai tévésorozatban, Mission: Impossible, 1969
- jelölés: Emmy-díj, a legjobb férfi főszereplő drámai tévésorozatban, Mission: Impossible, 1968
- jelölés: Emmy-díj, a legjobb férfi főszereplő drámai tévésorozatban, Mission: Impossible, 1967

Golden Globe-díj:
- díj: Golden Globe-díj, legjobb férfi mellékszereplő, Ed Wood, 1995
- díj: Golden Globe-díj, legjobb férfi mellékszereplő, Tucker, az autóbolond, 1989
- díj: Golden Globe-díj, a legjobb férfi TV sztár, Mission: Impossible, 1968

Berlini Nemzetközi Filmfesztivál:
- díj: Berlini Nemzetközi Filmfesztivál, Berlinare Kamera, 1990